# 思い出の名演奏
『思い出の名演奏』（おもいでのめいえんそう）は、NHK教育テレビで放送されている音楽番組である。

## 概要
クラシック演奏家の来日公演を放送している。オーケストラにこだわらず室内楽曲・ピアノ曲・声楽曲なども紹介される。また、「芸術劇場」と異なり、昔の演奏を中心としている。
番組の冒頭にはアナウンサーによる演奏家や楽曲の解説が加えられる。この担当アナウンサーは特に決まっていないが、芸術・芸能番組を担当する者が多い。かつては、「N響アワー」と同じように池辺晋一郎と檀ふみがエピソードを交えて曲を紹介する形式をとっていた。

## 放送時間
土曜日・日曜日の午後3時台から午後5時台にかけて年数回不定期に放送される。
2005年度までは、第5日曜日の午後9時から放送されていたが、こちらは、2006年度以後「オーケストラの森」を放送している。なお、「オーケストラの森」も土曜日・日曜日の午後3時台から午後5時台にかけて放送されることがある。

## 取り上げた主な演奏
- ヘルベルト・フォン・カラヤン指揮、ベルリン・フィルハーモニー管弦楽団
（1957年、東京・内幸町 旧・NHKホール収録分）

## DVD
「NHKクラシカルシリーズ」としてNHKエンタープライズからDVDが発売されている。上記の演奏会も発売されている。